# Santa Maria della Provvidenza a Valle Aurelia
Santa Maria della Provvidenza a Valle Aurelia é uma igreja de Roma localizada na Via degli Embrici, 32, no bairro de Valle Aurelia do quartiere Aurelio. É dedicada a Nossa Senhora da Providência.

## História
As origens remotas desta pequena igreja estão na congregação dos Servos da Caridade, fundada por São Luigi Guanella em Como em 1886 e constituída formalmente como uma congregação de vida consagrada em 1906. Seu carisma é o cuidado dos enfermos e deficientes de baixa renda. Ela é conhecida geralmente como Opera Don Guanella.
A primeira residência dos Servos em Roma foi fundada em 1903, perto da Via Aurelia Antica, de pequenas dimensões. São Luigi se mudou para Roma e se tornou amigo pessoal do papa São Pio X, que encorajou seu trabalho. Como resultado, ele conseguiu criar o maior centro de devoção a São José em San Giuseppe al Trionfale e começou a construção de um convento muito maior num terreno vizinho perto da Via Aurelia, a moderna Casa San Giuseppe (vide San Giuseppe dell'Opera Don Guanella).
Na época, a área era majoritariamente rural, mas pontuada por olarias que usavam a argila vinda de um local a oeste do Janículo para fabricar tijolos. As necessidades espirituais e pastorais destes trabalhadores pobres eram muito mal atendidas e, por isso, San Giuseppe estabeleceu no local uma missão em 1905. Depois da morte de São Luigi, em 1912, a Opera fundou a pequena igreja de Santa Maria della Provvidenza em 1917, mas ela só foi consagrada em 1921. 
Esta igreja permaneceu como centro da missão da Opera até 1962, quando uma paróquia foi finalmente criada. Ela permaneceu utilizando a Santa Maria até que a nova igreja de San Giuseppe Cottolengo fosse terminada, quando então ela se tornou uma igreja subsidiária — principalmente por motivos históricos, pois ambas estão muito próximas. A última olaria fechou em 1960 e a pequena igreja é uma das poucas relíquias do passado industrial do bairro.

## Descrição
A igreja tem uma planta retangular de nave única e um presbitério inserido num bloco anexo na extremidade oposta à da entrada. O edifício em si é bastante alto em relação à sua largura, o que lhe confere um ar austero. O exterior é em estilo neobarroco e está pintado de laranja com elementos arquitetônicos em branco.
A fachada tem quatro pilastras dóricas sustentando um entablamento e frontão triangular. O par exterior de pilastras ocupa as esquinas da fachada e estão duplicadas nas laterais. Estas tem o mesmo entablamento correndo logo abaixo do beiral, este assentado em cada parede por outras duas pilastras que emolduram uma grande janela retangular. A única porta de entrada conta com uma cornija elevada suspensa e, sobre ela, está uma grande janela quadrada que quase toca o entablamento acima.
No fundo da parede direita está um campanário com cinco sinos.